# Hønseæg
Hønseæg (æg lagt af høns) er et synligt eksempel på en dyrecelle. Her kan man – uden brug af teknisk udstyr – se cellen, som er "blommen". "Hviden" og skallen er anlagt i hønens æggeleder for at give næring og beskyttelse. Blommen i ægget af den afrikanske struds er i øvrigt den største celle, man kan se i nutiden. Almindelige hønseæg vejer omkring 60 gram, og æg fra dværghøns vejer omkring 40 gram.
Skallen udgør omkring 10 % af æggets vægt, Æggehviden udgør ca. 60 % af æggets vægt og består af 88 % vand og 12 % tørstof, hovedsagelig protein. En ældre betegnelse for protein er derfor også "æggehvidestoffer".
Blommen udgør ca. 28 % af æggets vægt med ca. 50 % vand. Blommens tørstof består af ca. 2/3 fedt og 1/3 protein.

## Udseende
Farven på æg afhænger naturligvis af hønseracen. Hvide racer lægger generelt hvide æg. Brune og røde lægger generelt brune æg. Kun det yderste lag på skallen er farvet. Æg vil almindeligvis have brun eller hvid skal. For brune æg er det farvestoffet protoporphyrin, som afgør den brunlige nuance. Men der findes ligeledes hønseracer, der lægger turkisblå æg som Araucanaer eller Maran-høns, der er kendt for maghoniefarvede æg. Et hønseæg er omtrent på størrelse med en kiwi.
Blommens farve afhænger bl.a. af hønsenes foder.

## Industriel ægproduktion
Kort efter klækningen bliver kyllingerne sorteret. Hanekyllingerne aflives med kuldioxid-gas og hunnerne bruges derefter i produktionen af hønseæg. Producenterne bruger den samme art (Gallus gallus domesticus), men har vidt forskellige typer fjerkræ i henholdsvis æg- og kødproduktionen, og derfor kan man ikke opdrætte hanekyllingerne til kød.

## Klasser
Denne artikel omhandler overvejende eller alene danske forhold. Hjælp gerne med at gøre artiklen mere almen.
Ekstra klasse AÆggene må højst være én uge gamle. Pakken og æggene skal være forsynet med læggedato.
Klasse ADe fejlfrie æg  (normal, ren, ubeskadiget), der sælges i detailhandlen.
Klasse BÆggene må kun leveres til virksomheder i fødevareindustrien og  nonfoodvirksomhed som kosmetikindustrien eller til medicinsk brug ,
Klasse CDenne klasse blev lagt sammen med klasse B i 2004.  B/C-æg anvendes til konserverede æggeprodukter
Hønseæg til husholdingen kategoriseres efter deres oprindelse:
- Berigede buræg (også benævnt buræg)
  - Der må være op til 10 høns i et bur, og hver høne skal have 750 cm2 buranlæg
  - Der er krav om støvbadningsanlæg, reder, kloslibningsanlæg og siddepinde.
  - Buret skråner ofte så æggene triller væk.
  - Der er intet krav om dagslys.
- Skrabeæg
  - Hønsene går typisk i flokke på 3.-12.000 stk.
  - Der må højst være 9 høns pr. kvm.
  - Der er krav om reder og siddepinde.
  - Mindst en tredjedel af gulvarealet skal dækkes med strå, høvlspåner, sand eller tørv.
  - Der er intet krav om dagslys.
- Frilandsæg
  - Hønsene går typisk i flokke på 3.-12.000 stk.
  - Der må højst være 9 høns pr. kvm.
  - Der er krav om reder og siddepinde.
  - Mindst en tredjedel af gulvarealet skal dækkes med strå, høvlspåner, sand eller tørv.
  - Der skal være adgang til udeareal på mindst 4 kvm pr. høne.
  - Udearealet skal overvejende være dækket af vegetation.
- Økoæg
  - Der må højst være 6 høns pr. kvm. Flokken kan være op til 3.000 høns.
  - Der skal være adgang til udeareal på mindst 4 kvm pr. høne.
  - Udearealet skal overvejende være dækket af vegetation.
  - Foderet skal være 90% økologisk
  - Hønsene må ikke næbtrimmes, og de skal tilbydes grovfoder.
  - Der skal være dagslys i stalden.
  - Der skal være mere end en hønsegård, så gården kan være fri mindst ét år ad gangen.

## Langæg
For at få ens skiver af hårdkogt æg har man opfundet æg i rørfacon (røræg), som kaldes langæg. Man laver et langæg som en lang pølse med blomme i midten og hvide udenom, sådan at blommen er lige stor i hele længden, så alle skiver af det hårdkogte langæg bliver ens. Produktet anvendes i restaurationsbranchen.

## Tilberedning
Æg kan spises kogte, spejlede, pocherede, hvorved det udnyttes, at ægget koagulerer og binder væsken, når proteinet denaturerer og udfolder sig. Lecitin i æggets blomme udnyttes ved fremstilling af mayonnaise. 
Kogte æg skal for at blive blødkogte koges ca. 5 minutter (afhængigt af æggets størrelse). Smilende æg kræver en kogetid på ca. 7 minutter, hårdkogte æg ca. 9 minutter (kogning i vand ved 100°C). Æggeblomme størkner ved 65°C , æggehvide ved 85°C.
Skal ægget spises råt, bruges ofte pasteuriserede æg, da der herved kan undgås en risiko for eksempelvis salmonellainfektion.

## Energi
Ernæringsmæssigt indeholder et æg 80 kilokalorier, omtrent 0,1 kilowatt-timer.
En læggehønes energiforbrug er sat til 0,4 kilowatt-timer om dagen.

## Galleri
- Æg
- Spejlæg
- Blødkogt æg mm.
- Æggemad
- Schakschuka er en nationalret i Israel